# Église Sainte-Radegonde de Morainville
L'église Sainte-Radegonde est une église catholique située à Buis-sur-Damville (Eure), en France.

## Localisation
L'église est située dans le département français de l'Eure sur le territoire de la commune de Buis-sur-Damville, 14-17 impasse de l'église mais dans l'ancienne commune de Morainville-sur-Damville, réunie à Buis le 31 décembre 1971. Buis-sur-Damville possède trois églises sur son territoire.

## Historique
L'église est donnée en 1070 à l'Abbaye Notre-Dame de Lyre.
L'édifice actuel est daté du XVIe siècle.
Des travaux ont lieu dans l'église au XVIIe siècle puis au XIXe siècle.
L'édifice est inscrit au titre des monuments historiques le 5 mai 1926.

## Architecture et mobilier
L'édifice possède un porche en colombages.